# Ayumu Seko
Ayumu Seko (født 7. juni 2000) er en japansk fodboldspiller, som spiller for den japanske fodboldklub Cerezo Osaka.